# Geugeonman-i nae sesang
Geugeonman-i nae sesang (그것만이 내 세상?), noto anche con il titolo internazionale Keys to the Heart, è un film sudcoreano del 2018.

## Trama
Due fratelli, Jo-ha e Jin-tae – rispettivamente un pugile e un pianista affetto dalla sindrome del savant – hanno smesso di frequentarsi; In-sook, la loro madre, poco prima di morire vuole cercare in ogni modo di riunire la famiglia. Il tentativo della donna ha successo, e Jo-ha riscopre la bellezza di sentirsi un fratello maggiore.

## Distribuzione
La pellicola ha goduto di una distribuzione a livello nazionale a cura della C&J, a partire dal 17 gennaio 2018.